# Dialéctica de la naturaleza
Dialéctica de la naturaleza (en alemán: Dialektik der Natur) es una obra inacabada de Friedrich Engels. Se compuso sobre una serie de anotaciones escritas entre 1873 y 1883 sobre las ideas marxistas (particularmente del materialismo dialéctico) aplicadas a las ciencias naturales y matemáticas publicada por primera vez en 1925 en la Unión Soviética.

## Historia
La Dialéctica de la naturaleza empezó a tomar cuerpo en 1872 o 1873 con la reflexión crítica de Engels sobre el libro La posición del hombre en la naturaleza de Georg Büchner. Este proyecto fue interrumpido con la redacción del Anti-Dühring en 1878 y con la muerte de Marx en 1883, lo que le llevó a Engels a dedicarse hasta el final de su vida en la redición y publicación final de El capital. La mayor parte del manuscrito entre era una mezcla de anotaciones alemanas, francesas e inglesas sobre el desarrollo contemporáneo de la ciencia y la tecnología. Sin embargo, no fue publicado en su vida.   
En épocas posteriores, Eduard Bernstein le pasó los manuscritos a Albert Einstein, quien pensó que la ciencia era confusa (particularmente las matemáticas y la física) pero el trabajo general era digno de su publicación.  
El manuscrito fue editado por primera vez por Riazanov e impreso en 1927. Sin embargo La edición de Adoratski de 1935 es más satisfactoria, ya que varios pasajes que no tenían sentido en la edición anterior ya ha sido descifrada. 
La Dialéctica de la naturaleza se publicó completamente en alemán por primera vez en 1925 en la URSS, junto con una traducción al ruso. Después de en 1927, David Riazánov en el Instituto Marx-Engels de Moscú publicó los manuscritos. En 1935, Vladimir Adoratski publicó en alemán como parte de la edición crítica de las Obras Completas de Marx-Engels (Marx-Engels-Gesamtausgabe) corrigiendo errores de la primera edición. La edición rusa de 1941 fue el modelo para posteriores ediciones internacionales. La primera edición conocida en idioma español fue publicada en 1947, con traducción de Mario Bunge y Augusto Bunge directamente de la edición alemana, y siendo publicada por la editorial "Problemas" de la Ciudad de Buenos Aires. Posteriormente, se publicaría en 1961 la traducción de Wenceslao Roces.
El biólogo J.B.S. Haldane escribió un prefacio para la edición en inglés de 1939: "Por lo tanto, a menudo es difícil de seguir si uno no conoce la historia de la práctica científica de la época. La idea de lo que ahora se llama conservación de la energía estaba empezando a impregna la física, la química y la biología, pero todavía se realizó de manera muy incompleta y se aplicó aún más incompletamente. Se usaron palabras como "fuerza", "movimiento" y "vis viva" donde ahora deberíamos hablar de energía".

## Contenido
Engels se centra en mostrar cómo la ciencia contemporánea había llegado a concebir el universo, la materia y la naturaleza en un estado continuo de movimiento y cambio. La ciencia había tenido inicialmente una concepción mecanicista de la materia, que conllevaba a la inmutabilidad de la naturaleza, según la cual, "cualquiera que fuese el modo como había surgido, la naturaleza, una vez formada, permanecía durante todo el tiempo de su existencia tal y como era". "Esta manera anticuada de concebir la naturaleza, aunque agrietada por todas partes gracias al progreso de la ciencia, siguió dominando toda la primera mitad del siglo XIX".
"Todo lo que las ciencias naturales de la primera mitad del siglo XVIII estaban por encima de la antigüedad griega en punto al conocimiento e incluso a la clasificación de la materia, se hallaban por debajo de ella en cuanto al modo de dominarla idealmente, en cuanto a la concepción general de la naturaleza. Para los filósofos griegos, el mundo era algo que había surgido, esencialmente, del caos, que se había desarrollado, que había nacido."  A medida que el conocimiento científico se acrecentó y profundizó fue posible entender la continua transformación de la materia. Ya en 1755  en la Historia general de la naturaleza y teoría del cielo de Kant, la tierra y todo el sistema solar aparecían como algo que había ido formándose en el transcurso del tiempo.
Para Engels, la dialéctica es la lógica de la naturaleza y la sociedad, que se deduce del estudio del movimiento y los cambios. Las leyes de la dialéctica, que se abstraen del estudio de la historia de la naturaleza y de la historia de la sociedad humana. Estas leyes se derivan de la naturaleza y de la historia y no son impuestas como leyes del pensamiento a la naturaleza y a la historia, como pensaba Hegel. Y se reducen, en lo fundamental, a tres:
- ley del transformación de la cantidad en cualidad, y viceversa;
- ley de la unidad de los contrarios;
- ley de la negación de la negación.[5]

Por otra parte, cuando Engels trata de las leyes de la dialéctica, entiende que no sólo no se tratan de simples relaciones mecánicas de causa efecto, sino que tampoco se trata de simple determinismo, porque desde una concepción dialéctica la necesidad está unida a la casualidad. Una y otra "coexisten, por tanto, paralelamente, en la naturaleza; ésta encierra toda suerte de objetos y procesos, de los cuales unos son casuales y otros necesarios". Al contrario de la dialéctica, el determinismo considera como científico sólo lo necesario y no lo casual, descarta investigar las probabilidades, "con lo cual cesa toda ciencia, ya que ésta debe precisamente investigar lo que no conocemos".
La lógica dialéctica y su estudio se derivaron del filósofo G.W.F. Hegel, quien, a su vez, había estudiado al filósofo griego Heráclito. Heráclito enseñó que todo cambiaba constantemente y que todas las cosas consistían en dos elementos opuestos que se transformaban entre sí a medida que la noche se transforma en día, la luz en oscuridad, la vida en muerte, etc. 
Algunos temas controvertidos de la época de Engels, relacionados con teorías incompletas o defectuosas, ahora están resueltos, lo que hace que algunos de los ensayos de Engels estén fechados. "Su interés no radica tanto en su crítica detallada de las teorías, sino en mostrar cómo Engels lidió con problemas intelectuales". 
Una "ley" propuesta en la Dialéctica de la naturaleza es la "ley de la transformación de la cantidad en calidad y viceversa ". Probablemente el ejemplo más comúnmente citado de esto es el cambio de agua de un líquido a un gas, al aumentar su temperatura (aunque Engels también describe otros ejemplos de la química). En la ciencia contemporánea, este proceso se conoce como una transición de fase. También se ha hecho un esfuerzo por aplicar este mecanismo a los fenómenos sociales, por lo que el aumento de la población da como resultado cambios en la estructura social.
El trabajo de Engels se desarrolla a partir de los comentarios que hizo sobre la ciencia en Anti-Dühring . Incluye el famoso escrito El papel del trabajo en la transformación del mono en hombre, que también se ha publicado por separado como un folleto. Engels argumenta que la mano y el cerebro crecieron juntos, una idea respaldada por descubrimientos fósiles posteriores (ver Australopithecus afarensis). 
La mayor parte del trabajo es fragmentario, pero tiene puntos de interés. Una cita de su biología: 

 Vertebrados . Su carácter esencial: la agrupación de todo el cuerpo sobre el sistema nervioso. De este modo, el desarrollo de la autoconciencia, etc. se hace posible. En todos los demás animales, el sistema nervioso es un asunto secundario, aquí es la base de toda la organización.
1972 Progress Publishers edition, p. 309.